# 계동항
계동항은 전라남도 여수시 돌산읍 평사리에 위치한 어항이다.1973년 12월 19일 지방어항으로 지정하여 관리하고 있다. 시설관리자는 여수시장이다.

## 어항구역
본 항의 어항구역은 다음과 같다.
- 수역: 돌산읍 평사리 산78번지 끝에서 산1번지 끝을 연결한 선내수역

## 어항 시설
- 계류시설 40m, 외곽시설 230m

## 기본 계획
- 계류시설 287m, 외곽시설 290m[1]

## 주요 어종
- 삼치, 갈치